# Leucophellinus
Leucophellinus är ett släkte av svampar. Leucophellinus ingår i familjen Schizoporaceae, ordningen Hymenochaetales, klassen Agaricomycetes, divisionen basidiesvampar och riket svampar.
|                | Xylodon                                                                               |
|                |                                                                                       |
|                | Schizopora                                                                            |
|                |                                                                                       |
|                | Hyphodontia                                                                           |
|                |                                                                                       |
|                | Lagarobasidium                                                                        |
|                |                                                                                       |
|                | Rogersella                                                                            |
|                |                                                                                       |
|                | Basidioradulum                                                                        |
|                |                                                                                       |
| Leucophellinus | \| \| Leucophellinus hobsonii \| \| \| \| \| \| Leucophellinus irpicoides \| \| \| \| |
|                | \| \| Leucophellinus hobsonii \| \| \| \| \| \| Leucophellinus irpicoides \| \| \| \| |
|                | Palifer                                                                               |
|                |                                                                                       |
|                | Alutaceodontia                                                                        |
|                |                                                                                       |
|                | Echinoporia                                                                           |
|                |                                                                                       |
|                | Echinodia                                                                             |
|                |                                                                                       |
|                | Paratrichaptum                                                                        |
|                |                                                                                       |
|                | Odontiopsis                                                                           |
|                |                                                                                       |
|                | Poriodontia                                                                           |
|                |                                                                                       |
|                | Leucophellinus hobsonii                                                               |
|                |                                                                                       |
|                | Leucophellinus irpicoides                                                             |
|                |                                                                                       |

|  | Leucophellinus hobsonii   |
|  |                           |
|  | Leucophellinus irpicoides |
|  |                           |